# No More Sorrow
«No More Sorrow» (в пер. з англ. «Більше ніякого жалю») — пісня американської рок-групи Linkin Park. Є восьмою доріжкою з їх третього студійного альбому, Minutes to Midnight. Пісня виконана наживо і була включена в концертний альбом Road to Revolution: Live at Milton Keynes. Концертна версія пісні була випущена як промо-сингл в 2008 році.